# Dean Lister
Dean Richard Lister (Califórnia, 13 de fevereiro de 1976) é um ex-lutador de artes marciais mistas (MMA) e grappler americano. Ele é faixa-preta de quarto grau em jiu-jitsu brasileiro (BJJ), faixa-preta de luta livre esportiva, e treinador. Lister é considerado um pioneiro do grappling e das artes marciais mistas.
No MMA, Lister competiu no Ultimate Fighting Championship (UFC) e no PRIDE. Ele é ex-campeão peso-médio do King of the Cage. No grappling, Lister venceu dois torneios do Campeonato Mundial de Submission do ADCC e o Superluta do ADCC.

## Infância
Lister cresceu em uma família militar e viveu em vários países da América do Sul, incluindo Venezuela e Panamá. Ele fala diversos idiomas. Lister morava no Panamá durante a invasão dos Estados Unidos em 1989 e, segundo ele, estava "bem no meio de uma zona de combate sério". Após viver em várias cidades dos Estados Unidos, sua família se estabeleceu em San Diego, onde Lister cursou o ensino médio na Hilltop High School.

## Carreira
Lister costumava se envolver em brigas quando era criança, em grande parte por ser "o novato", estrangeiro e fisicamente menor que os colegas da mesma idade. A necessidade de se defender o levou à prática da luta olímpica e do sambo.
De 1997 a 2003, Lister trabalhou como instrutor para Santos. Atualmente, ele ensina alunos iniciantes e avançados na academia Victory MMA, em San Diego. Suas aulas geralmente começam com técnicas de grappling de submissão oriundas das diversas modalidades que ele praticou ao longo dos anos, seguidas por sessões de sparring.
Ele afirma que o grappling é "o maior e mais desafiador esporte que existe". Embora seja mais conhecido por seus ataques às pernas, como chave de tornozelo e chave de joelho, Lister não demonstra preferência por uma técnica específica.
Vale destacar que uma das derrotas de Lister no MMA foi contra Nathan Marquardt, mesmo após tê-lo finalizado no torneio do ADCC de 2003.
Lister foi campeão peso-médio do King of the Cage e defendeu o título diversas vezes antes de perder para Jeremy Horn em uma luta na categoria meio-pesado. A organização retirou seu cinturão após essa derrota, apesar de ter ocorrido em uma divisão acima de sua categoria. Anos mais tarde, Lister vingou essa derrota finalizando Horn com um estrangulamento guilhotina na final do TUF 7.
Em 27 de dezembro de 2008, Lister perdeu por decisão unânime para Yushin Okami no UFC 92, ficando com um cartel de 4–2 no UFC. Ele então solicitou sua liberação do contrato com a organização e assinou com a Maximum Fighting Championship.
Dean Lister e Renato Sobral empataram em uma luta de submission grappling no Metamoris 3.
No co-evento principal do Metamoris 4, realizado em 9 de agosto de 2014, Lister enfrentou Josh Barnett na disputa pelo título inaugural dos pesados. Barnett se tornou o primeiro lutador a finalizar Lister em dezesseis anos, utilizando uma chave de pescoço a partir da posição de controle lateral nos últimos trinta segundos da luta.

### ADCC
Lister competiu na primeira seletiva norte-americana do ADCC em 2002, vencendo a divisão até 99 kg. Ele foi então convidado a competir no ADCC 2003, onde venceu a divisão absoluto. Em 2005, retornou ao torneio e conquistou o título do superfight ao derrotar Jean Jacques Machado. Em 2011, conquistou a medalha de ouro na divisão até 99 kg ao finalizar João Assis com uma chave de calcanhar. Na mesma edição, também finalizou o campeão mundial de jiu-jitsu Rodolfo Vieira com a mesma técnica.
No ADCC de 2013, realizado em Pequim, Lister venceu Cristiano Lazzarini nas semifinais da divisão até 99 kg por chave de calcanhar, mas foi derrotado na final por João Assis por pontos. Na divisão absoluto, finalizou Hideki Sekine e João Gabriel Rocha com chaves de calcanhar, sendo derrotado por Marcus Almeida nas semifinais. Lister também perdeu a disputa pelo bronze contra Keenan Cornelius por pontos.
Lister é notável por conquistar a "tríplice coroa" do ADCC, tendo vencido sua categoria de peso, o absoluto e o superfight. Em 2022, ele foi incluído na classe inaugural do ADCC Hall of Fame, sendo o primeiro americano a receber tal honra.

### Carreira como treinador
O parceiro de treinos de Lister e ex-campeão meio-pesado do UFC, Tito Ortiz, o convidou para ser seu treinador assistente de grappling na terceira temporada do reality show da Spike TV, The Ultimate Fighter.
Lister também atuou como treinador ao lado de Roger Gracie, Jean Jacques Machado e Rigan Machado na sexta temporada da Professional Grappling Federation, realizada de 21 a 26 de abril de 2024. Ele liderou a equipe Black Rifle Coffee Company durante o torneio, finalizando a competição em terceiro lugar.
Lister retornou como treinador na sétima temporada da PGF, de 3 a 8 de novembro de 2024, ao lado de Roger Gracie, Pedro Sauer e Carlos Machado. Nesta edição, ele liderou a equipe Constellation Network.

### Vida pessoal
Em abril de 2021, Lister foi hospitalizado após ser vítima de um atropelamento com fuga, que resultou na ruptura de seu baço.

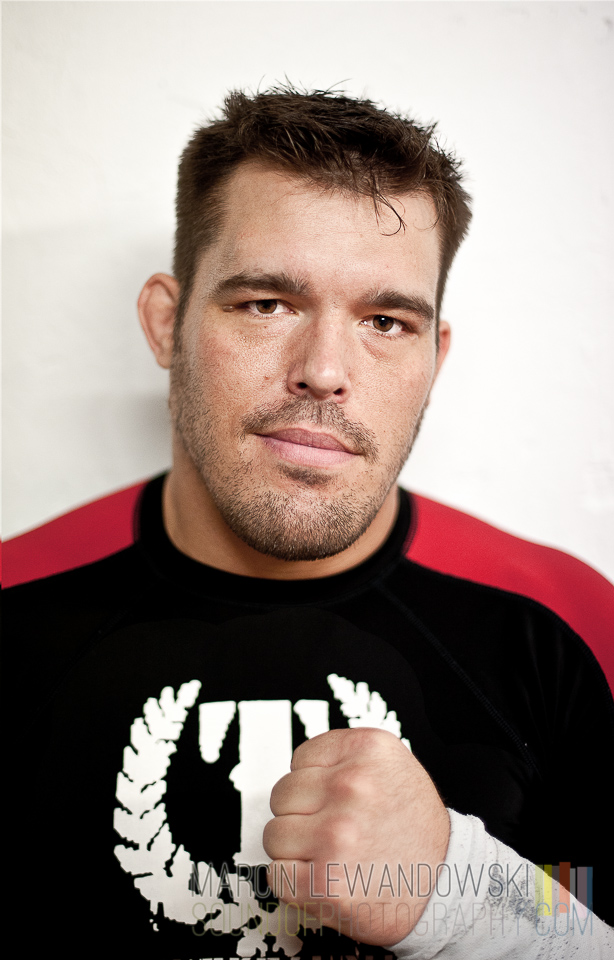
Dean Lister durante um seminário na academia Pedro Bessa BJJ, em Cork, Irlanda

## Campeonatos e conquistas
- Ultimate Fighting Championship
  - Prêmios UFC.com
    - 2006: 5ª melhor finalização do ano contra Alessio Sakara[26]

## Mixed martial arts record
| Cartel no MMA   |             |            |
| 20 lutas        | 13 vitórias | 7 derrotas |
| Por finalização | 11          | 0          |
| Por decisão     | 2           | 7          |

| Result  | Opponent                | Method                                                           | Event                                       | Division  | Year |
| ------- | ----------------------- | ---------------------------------------------------------------- | ------------------------------------------- | --------- | ---- |
| Derrota | Muhammad Kerimov        | Finalização (lesão no ombro durante um estrangulamento Ezequiel) | ACBJJ                                       | Superluta | 2015 |
| Derrota | Yuri Simões             | Pontos (3-5)                                                     | ADCC 2015                                   | Absoluto  | 2015 |
| Vitória | Ricardo Mesquita        | Finalização (chave de calcanhar)                                 | ADCC 2015                                   | Absoluto  | 2015 |
| Derrota | Orlando Mario Sanchez   | Decisão do árbitro                                               | ADCC 2015                                   | +99       | 2015 |
| Vitória | Hyung Chul-Lee          | Finalização (chave de braço)                                     | ADCC 2015                                   | +99       | 2015 |
| Derrota | Keenan Cornelius        | Finalização (triângulo invertido)                                | Polaris Professional Jiu Jitsu Invitational | Superluta | 2015 |
| Derrota | Josh Barnett            | Finalização (estrangulamento lateral)                            | Metamoris IV                                | Superluta | 2014 |
| Empate  | Renato Sobral           | Empate                                                           | Metamoris III                               | Superluta | 2014 |
| Vitória | Janne-Pekka Pietiläinen | Decisão do árbitro                                               | Macaco Branco Primates                      | Superluta | 2014 |
| Vitória | Tarsis Humphreys        | Finalização (chave de calcanhar)                                 | World Jiu-Jitsu Expo                        | Superluta | 2013 |
| Derrota | Keenan Cornelius        | Pontos                                                           | ADCC 2013                                   | Absoluto  | 2013 |
| Derrota | Marcus Almeida          | Pontos                                                           | ADCC 2013                                   | Absoluto  | 2013 |
| Vitória | João Gabriel Rocha      | Finalização (chave de calcanhar)                                 | ADCC 2013                                   | Absoluto  | 2013 |
| Vitória | Hideki Sekine           | Finalização (chave de calcanhar)                                 | ADCC 2013                                   | Absoluto  | 2013 |
| Derrota | João Assis              | Pontos                                                           | ADCC 2013                                   | -99 kg    | 2013 |
| Vitória | Cristiano Lazzarini     | Finalização (chave de calcanhar)                                 | ADCC 2013                                   | -99 kg    | 2013 |
| Vitória | Ezra Lenon              | Finalização (chave de calcanhar)                                 | ADCC 2013                                   | -99 kg    | 2013 |
| Vitória | Jia Jing Jang           | Finalização (chave de calcanhar)                                 | ADCC 2013                                   | -99 kg    | 2013 |
| Derrota | João Assis              | Decisão do árbitro                                               | Grapplers Quest: UFC Fan Expo               | Absoluto  | 2013 |
| Vitória | Kyle Griffin            | Finalização (chave de tornozelo)                                 | Grapplers Quest: UFC Fan Expo               | Absoluto  | 2013 |
| Empate  | Alexandre Ribeiro       | Empate                                                           | Metamoris I                                 | Superluta | 2012 |
| Vitória | Ricardo Abreu           | Finalização (chave de calcanhar)                                 | Grapplers Quest: UFC Fan Expo               | Superluta | 2012 |
| Vitória | João Assis              | Finalização (chave de calcanhar)                                 | ADCC 2011                                   | -99 kg    | 2011 |
| Vitória | Rodolfo Vieira          | Finalização (chave de calcanhar)                                 | ADCC 2011                                   | -99 kg    | 2011 |
| Vitória | Radek Turek             | Finalização (chave de calcanhar)                                 | ADCC 2011                                   | -99 kg    | 2011 |
| Vitória | Augusto Ferrari         | Pontos                                                           | ADCC 2011                                   | -99 kg    | 2011 |
| Derrota | Vinny Magalhães         | Pontos                                                           | ADCC 2009                                   | Absoluto  | 2009 |
| Derrota | Glover Teixeira         | Pontos                                                           | ADCC 2009                                   | -99 kg    | 2009 |
| Vitória | Andreas Olsen           | Finalização (triângulo)                                          | ADCC 2009                                   | -99 kg    | 2009 |
| Vitória | Jean Jacques Machado    | Pontos                                                           | ADCC 2005                                   | Superluta | 2005 |
| Vitória | Alexandre Ferreira      | Finalização (chave de calcanhar)                                 | ADCC 2003                                   | Absoluto  | 2003 |
| Vitória | Márcio Cruz             | Pontos (3-0)                                                     | ADCC 2003                                   | Absoluto  | 2003 |
| Vitória | Saulo Ribeiro           | Finalização (chave de joelho)                                    | ADCC 2003                                   | Absoluto  | 2003 |
| Vitória | Nate Marquardt          | Finalização (kimura)                                             | ADCC 2003                                   | Absoluto  | 2003 |
| Derrota | Alexandre Ribeiro       | Pontos                                                           | ADCC 2003                                   | -99 kg    | 2003 |
| Vitória | Ilir Latifi             | Finalização (guilhotina)                                         | ADCC 2003                                   | -99 kg    | 2003 |
| Derrota | Marc Laimon             | Pontos (2-4)                                                     | Grapplers Quest West                        | Absoluto  | 2000 |
| Vitória | Tony DeSouza            | Pontos (4-2)                                                     | Grapplers Quest West                        | Absoluto  | 2000 |
| Vitória | Sean Sprangler          | Finalização (crucifixo cervical)                                 | Grapplers Quest West                        | Absoluto  | 2000 |

## Linhagem de instrutores
Kano Jigoro → Tomita Tsunejiro → Mitsuyo "Conde Koma" Maeda → Carlos Gracie → Hélio Gracie → Rickson Gracie → Fabio Santos → Jeffrey Higgs → Dean Lister